# سیارک ۴۶۶۴
سیارک ۴۶۶۴ (به انگلیسی: 4664 Hanner، نامگذاری:1985PJ) چهار هزار و ششصد و شصت و چهارمین سیارک کشف شده‌است که در ۱۴ اوت ۱۹۸۵ کشف شد.
قدر مطلق سیارک برابر ۱۲٫۶۰ است.